# Krems (Traun)
Krems är ett vattendrag i Österrike.   Det ligger i förbundslandet Oberösterreich, i den nordöstra delen av landet, 150 km väster om huvudstaden Wien.
Trakten runt Krems består till största delen av jordbruksmark. Runt Krems är det tätbefolkat, med 257 invånare per kvadratkilometer.